# Білоус Віталій Михайлович
Білоус Віталій Михайлович (24 грудня 1935 р., Одеса) — фізик-оптик. Директор Науково-дослідного інституту фізики при Одеському державному університеті імені І. І. Мечникова (нині — Одеський національний університет імені І. І. Мечникова) (1975-2004). Доктор фізико-математичних наук (1972), професор (1973), академік, засновник Академії наук вищої школи України (1992). Лауреат Державної премії УРСР в галузі науки та техніки (1983); академічну нагороду ім. Ярослава Мудрого (Академії наук вищої школи України) (1993), медалі «Lieven-Geraert Medal» американського наукового товариства The Society for Imaging Science and Technology.

## Біографія
Народився 24 грудня 1935 р. в Одесі.
У 1958 р. — закінчив фізико-математичний факультет Одеського державного університету імені І. І. Мечникова (нині — Одеський національний університет імені І. І. Мечникова), а у 1961 р. — аспірантуру.
Працював у Луганському вечірньому машинобудівельному інституті (1962), у Одеському вищому інженерно-морському училищі (1962-1975).
У 1964 р. — захистив кандидатську дисертацію у Саратовському університеті, докторську — в 1971 р. у Тартуському університеті на тему: «Люмінісцентні та фотоелектричні властивості деяких фотохімічно-чутливих кристалофосфорів та фотографічних емульсій».
З 1975-2004 р. — директор Науково-дослідного інституту фізики при Одеському державному університеті ім. І. І. Мечникова.
У 1983 р. — лауреат Державної премії України в галузі науки та техніки.
У 1992 р. — засновник Академії наук вищої школи України. Представник України в Міжнародному комітеті з фотографічної науки.
У 1993 р. отримав нагороду ім. Ярослава Мудрого (Академії наук вищої школи України), медалі «Lieven-Geraert Medal» американського наукового товариства The Society for Imaging Science and Technology «за провідний внесок у галузі срібно-галоїдної фотографії».
Керує, заснованою професором Є. А. Кириловим, школою одеських фізиків із запису оптичної інформації (наукової фотографії).

## Наукова діяльність
Основні наукові інтереси пов'язані зі створенням наукових основ фототехнологій, зокрема з вивченням фотографічного та фотохромних процесів, з голографією, з розробкою оптичних методів неруйнуючого контролю. Вперше запропонував люмінісцентний метод для вивчення процесів утворення світлочутливої твердої фази та хімічної сенсибілізації фотографічних галоген срібних емульсій, а також для встановлення механізму створення схованого фотографічного зображення.
Вперше описав квантово-розмірний ефект в люмінісценції вузько-щілинних напівпровідників і особливості люмінісцентних та оптичних властивостей систем «кластер — адсорбовані на ньому просторово-упорядковані молекули органічних сполук».
Опублікував більш двохсот робіт, зокрема, затверджений Міністерством освіти України навчальний посібник для студентів технічних вузів «Загальна фізика» (разом з В. І. Михайленко та Ю. П. Поповським) російською (1993) та українською (1994) мовами, а також статті та огляди.

## Праці
- Об эффекте перераспределения электронов по уровням локализации у серебряно-галоидных фосфатов и высвечивающем действии возбуждающего света / В. М. Белоус // Оптика и спектроскопия. — 1961. — Т. 11. — С. 431—433.
- О механизмах образования скрытого фотографического изображения в бромо- и йодобромсеребряной эмульсиях / В. М. Белоус // Журнал научной и прикладной фотографии и кинематографии. — 1967. — Т. 12, вып. 4. — С. 97-299.
- Люминесцентные исследования процессов, происходящих при химической сенсибилизации фотографических эмульсий / В. М. Белоус // Успехи научной фотографии. — 1989. — Т. 25. — С. 5-43.
- Люминесценция квантово-размерных центров с адсорбированными пространственно-упорядоченными молекулами органических соединений / В. М. Белоус // Журнал прикладной спектроскопии. — 1995. — Т. 62. — С. 43-46.
- Review of luminescence studies on latent image formation in silver halide emulsions / V. M. Belous // Ibid. — 1997. — Vol. 47, № 2. — P. 85-99.
- Review of luminescence studies on mechanisms of spectral sensitization and supersensitization: chemically sensitized emulsions / V. M. Belous // Ibid. — 1999. — Vol. 43, № 1. — P. 3-13